# Bryocamptus vejdovskyi
Bryocamptus vejdovskyi är en kräftdjursart som först beskrevs av Mrázek 1893.  Bryocamptus vejdovskyi ingår i släktet Bryocamptus och familjen Canthocamptidae.

## Underarter
Arten delas in i följande underarter:
- B. v. minutiformis
- B. v. vejdovskyi